# Marek Winiarski
Marek Winiarski (ur. 1955 zm. 23 lutego 2008) – polski gitarzysta, jeden z założycieli grupy muzycznej Bajm.
Muzyk zespołu Bajm w latach 1978–1980. Z wykształcenia był lekarzem neurologiem. Mieszkał i pracował w Janowie Lubelskim.